# Вашан
Вашан (тадж. Вашан) — сельский населённый пункт в Таджикистане. Расположен в Айнинском районе Согдийской области, на склоне гор вдоль ручья Вашан (приток Зеравшана). Расстояние от села до центра джамоата — 8 км, до центра района — 31 км.
Население — 1,5 тыс. человек.
В 1952 году Президиумом Верховного Совета Таджикской ССР был перечислен из состава кишлачного Совета Реват в состав кишлачного Совета Урметан. В настоящее время входит в Урметанский джамоат.
Слово вашан с согдийского языка означает полноводное пастбище.
Из-за опасений оползней в 2000 году около 200 семей были переселены в район Деваштич и город Истаравшан.
Жители села в основном заняты в скотоводстве, садоводстве или трудятся за границей.